# John Edward Cohill
John Edward Cohill SVD (* 13. Dezember 1907 in Elizabeth, New Jersey; † 13. Juni 1994 in Bordenhill, New Jersey) war ein US-amerikanischer römisch-katholischer Ordensgeistlicher und Bischof von Goroka in Papua-Neuguinea.

## Leben
John Edward Cohill trat der Ordensgemeinschaft der Steyler Missionare bei. Er legte 1930 die erste und 1934 die ewige Profess ab. Am 20. März 1936 empfing er in Techny durch den Weihbischof in Chicago, William David O’Brien, das Sakrament der Priesterweihe.
Am 15. November 1966 ernannte ihn Papst Paul VI. zum Bischof von Goroka. Der Erzbischof von Newark, Thomas Aloysius Boland, spendete ihm am 11. März 1967 in der Kathedralbasilika Heilig Herz in Newark die Bischofsweihe; Mitkonsekratoren waren der Bischof von Paterson, Lawrence Bernard Brennan Casey, und der Weihbischof in New Orleans, Harold Robert Perry SVD.
Papst Johannes Paul II. nahm am 30. August 1980 das vorzeitige Rücktrittsgesuch von Cohill an.